# Hans Schrepfer
Pour les articles homonymes, voir Schrepfer.
Hans Schrepfer, né le 21 mai 1897 à Francfort-sur-le-Main; décédé le 25 mars 1945 à Wurtzbourg, est un géographe allemand professeur à l'université de Wurtzbourg.

## Biographie

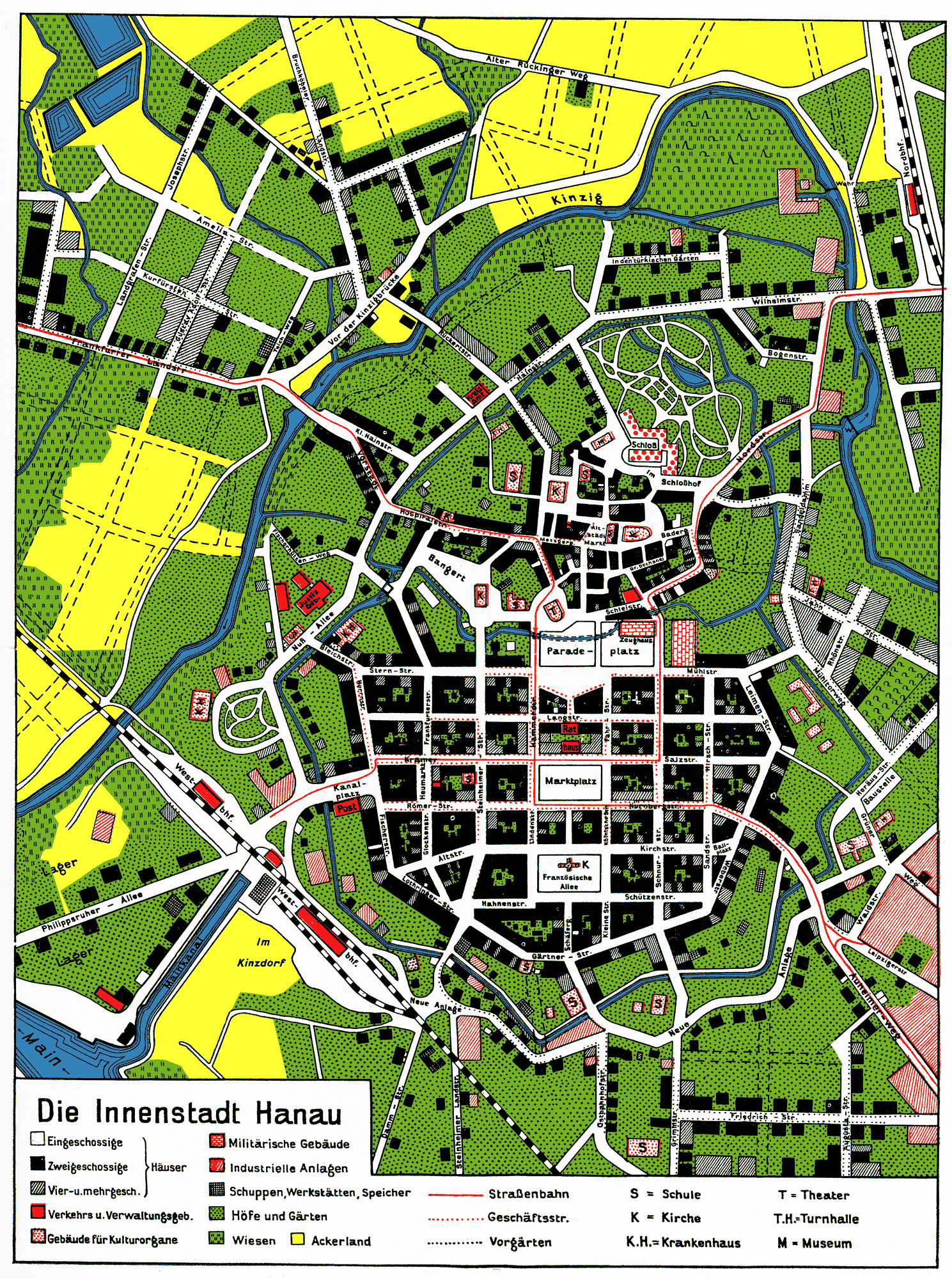
Carte de la ville de Hanau dans Rhein-Mainische, Francfort 1932.

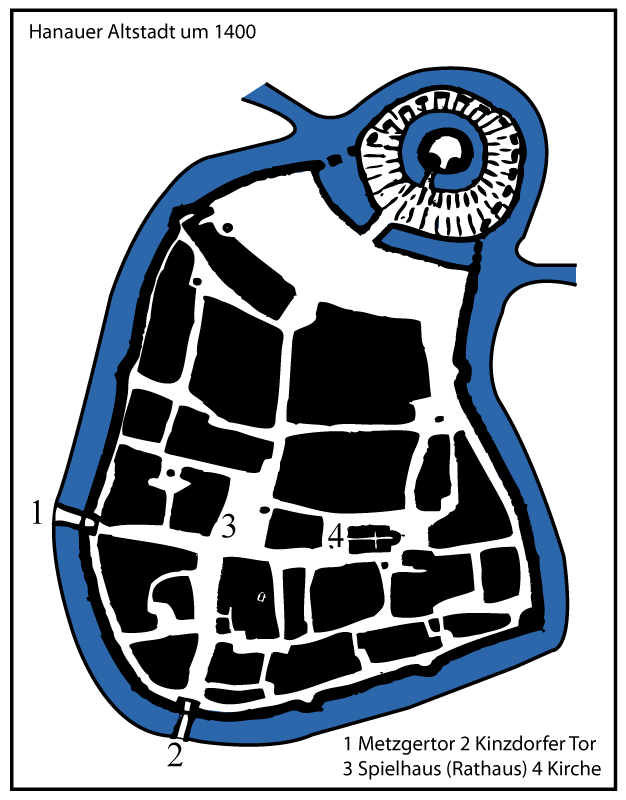
Carte de la Ville de Hanau en 1400 dans Rein-Mainische, Francfort 1932

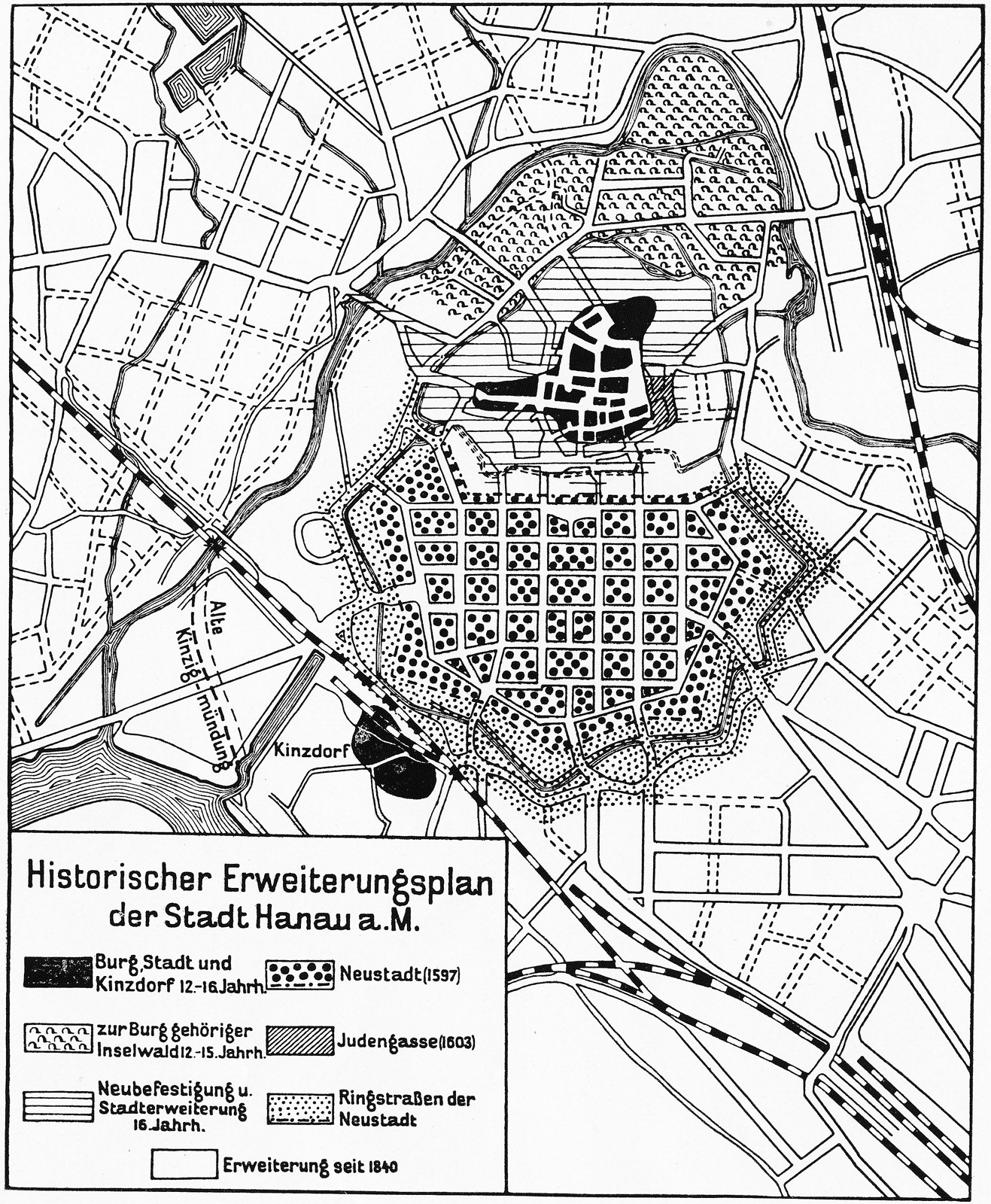
Carte de la Ville de Hanau dans Rein-Mainische, Francfort 1932

Après avoir obtenu son Abitur du lycée Lessing de Francfort, il entame ses études en 1916 à l' Université de Francfort, pour un seul semestre puisqu'il sera incorporé dans l'armée en 1917. Il poursuit des études de géographie, de géologie, de biologie et de mathématiques, initialement à Francfort puis, après la Première Guerre mondiale à Fribourg, où il devient docteur en 1921 après avoir soutenu une thèse sur le thème Le Passage de l'été à l'automne en Allemagne dans le cadre phénologique  ,  .
Schrepfer devient assistant à l'Institut de géographie de l'université de Francfort et, plus tard, à Fribourg il publie une étude intitulée La Vallée principale entre Spessart et Odenwald. Une étude morphologique , et en 1928 il est habilité professeur associé ,.
Après deux missions d'enseignement 1929 et 1931 à l'université Johann Wolfgang Goethe de Francfort, il mène en 1932 un voyage de recherche à Terre-Neuve. Parallèlement, il rejoint la SA et le NS Dozentenbund (en), structure du NSDAP issue de la Ligue nationale des enseignants socialistes (créé en juillet 1935, sur ordre de Rudolf Hess). Schrepfer devient professeur adjoint de géographie à Lahn en 1935. De 1936 jusqu'à sa mort Schrepfer fut professeur de géographie à l'université de Wurtzbourg, directeur de l'Institut de géographie et en même temps, chargé de cours au Collège de formation des enseignants.
Hans Schrepfer est blessé, le 3 mars 1945 lors d'un bombardement sur Wurtzbourg, il décède trois semaines plus tard de ses blessures.

## Fonctions
Schrepfer publie ses recherches dans Rhein-Mainischen de 1930 à 1934. De 1936 à 1944 il est rédacteur en chef du Journal de la géographie. De 1936 à 1940, il est président du Congrès allemand de géographie et en 1942 chef du Congrès européen de géographie à Wurtzbourg. De plus Schrepfer est membre de l'équipe de recherche « des forêts et des arbres dans l'histoire intellectuelle et culturelle aryenne-germanique ». Il a participé en 1935 à la fondation de la communauté de recherche et d'enseignement SS Ahnenerbe.

## Travaux
- Blüte- und Erntezeit des Winterroggens in Deutschland - Edité à Berlin par Deutsche Landwirtschafts-Gesellschaft, 1922.
- Mitteilungen der Geographischen Fachschaft der Universität Freiburg im Breisgau. - 1928/29, Heft 3
- Mitteilungen der Geographischen Fachschaft der Universität Freiburg im Breisgau. - 1928, Heft 4
- Finnland. Natur, Mensch, Landschaft. Freiburg (Herder) 1929. 141 pages, 28 illustrations, 10 cartes et planches[5].
- Rhein-Mainische Landschaften - Francfort a. M. - 1934
- Einheit und Aufgabe der Geographie als Wissenschaft - Francfort a. M. - 1934
- Zeitschrift für Erdkunde. - 10. Jg. / 1942  en collaboration avec Emil Hinrichs - Frankfurt/Main: Diesterweg, 1944,
- Landeskunde von Deutschland. Bd. 1. Der Nordwesten en collaboration avec Norbert Krebs

## Autres
- Hans Schrepfer 1897–1945 - Sammelwerk=Berichte zur Deutschen Landeskunde de Erich Otremba - 1952
- Imaginierter Westen : das Konzept des »deutschen Westraums« im völkischen Diskurs zwischen politischer Romantik und Nationalsozialismus, de Thomas Müller, Bielefeld 2009,  (ISBN 978-3-8376-1112-0) [6].

### Sujets liés
- Les conceptions de « Landschaft » et de « Sozialgeographie » dans la géographie allemande